# 茨城県道351号馬渡水戸線
茨城県道351号馬渡水戸線（いばらきけんどう351ごう まわたりみとせん）は、茨城県ひたちなか市から水戸市までを結ぶ一般県道である。

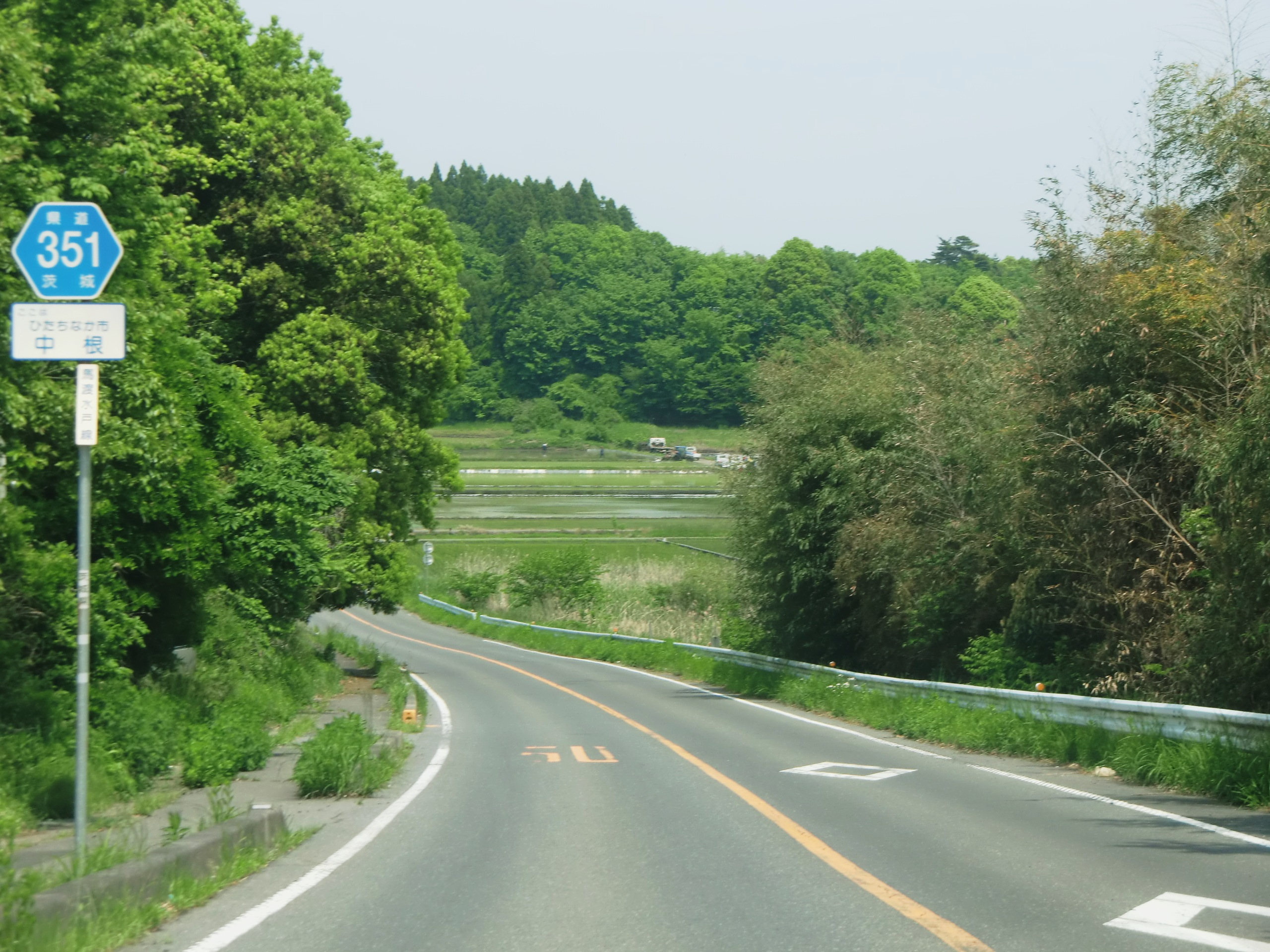
ひたちなか市中根（2012年5月撮影）

## 概要
- 起点：茨城県ひたちなか市馬渡字西並木下1146番1地先（国道245号分岐＝馬渡下宿交差点）[1]
- 終点：茨城県水戸市吉沼町（茨城県道174号小泉水戸線交点＝吉沼町交差点）[2]
- 総延長：7.687 km[3]
- 重用延長：4.355 km[3]
- 未供用延長：なし[3]
- 実延長：3.332 km[3]
- 自動車交通不能区間延長[注釈 1]：なし[3]

## 歴史
1959年（昭和34年）10月14日、新たな県道として勝田市大字馬渡を起点とし、水戸市を終点とする区間を本路線とする県道馬渡水戸線として茨城県が県道路線認定した。
1995年（平成7年）に整理番号351となり現在に至る。

### 年表
- 1959年（昭和34年）10月14日
  - 路線認定（図面対照番号175）[4]。
  - 道路の区域は、勝田市大字馬渡の二級国道水戸日立線（旧道国道245号）分岐から水戸市吉沼町の県道小泉水戸線交点までと決定された[2]。
- 1995年（平成7年）3月30日：整理番号232から現在の番号（整理番号351）に変更される[5]。
- 2003年（平成15年）9月18日：ひたちなか市大字馬渡地内（国道245号・馬渡下宿交差点 - 旧起点まで）の主要地方道瓜連馬渡線旧道からの区間（813 m）を編入する[1]。

## 路線状況
道路法の規定に基づき、ひたちなか市勝倉（主要地方道水戸勝田那珂湊線交点） - 水戸市吉沼町（吉沼町交差点）間は、緊急輸送道路として機能を維持するため、災害発生時の被害拡大防止を目的に道路用地内に電柱を建てることが制限されている。

### 重複区間
- 茨城県道63号水戸勝田那珂湊線（ひたちなか市馬渡の交点 - 同市勝倉の分岐まで：約4.3 km）

### 道路施設
- 勝田橋（那珂川、ひたちなか市勝倉-水戸市吉沼町境）
7連単純鋼鈑桁橋。1941年（昭和16年）竣功。

## 地理

### 通過する自治体
- ひたちなか市 - 水戸市

### 交差する道路
- 茨城県道63号水戸勝田那珂湊線（ひたちなか市馬渡・勝倉）